# 호상균강
호상균강(壺狀菌綱, Chytridiomycetes, 발음 /kɨˌtrɪdi.ɵmaɪˈsiːtiːz/ 또는 /-maɪˈsiːts/)은 균류 강의 하나이다. 라틴어 명칭은 그리스어 "키트리디온"(chytridion)에서 유래했으며, "작은 병"을 의미한다. 대다수 호상균류는 수생균류(주로 담수에서 발견된다.)이다. 흙과 민물 그리고 염분이 있는 큰 강 어귀 등에서 발견된다. 원시 균류로서 진균류와 밀접한 관련이 있으며, 리니 체르트(Rhynie chert)에 의해 처음 알려졌다. 최근에 네오칼리마스트릭스균류와 모노블레파리스균류를 배제하고 재정의되었으며, 각각 생물 문의 하나와 호상균강의 자매군-강이 되었다. 모식속으로 올피디옵시스속(Olpidiopsis)과 하르포키트리움속(Harpochytrium)을 포함하고 있다.
호상균강은 호상균문의 가장 큰 균류 강이며, 물벼룩속 그리고 그 중에서도 특히 수 많은 양서류 종과 같은 생물에 기생하여 감염시킨다.